# Flávio Vopisco
Flávio Vopisco (em latim: Flavius Vopiscus) foi um historiador romano do século III, natural de Siracusa. São de sua autoria poucos documentos conhecidos escritos em latim: sobre Aureliano, sobre Tácito e sobre Probo. 
Helena Petrovna Blavatsky cita este historiador como uma pessoa muito honesta. Por outro lado, em 1889, o autor Hermann Dessau sugeriu que os seis scriptores da História Augusta (Élio Esparciano, Júlio Capitolino, Vulcácio Galicano, Élio Lamprídio, Trebélio Polião e Flávio Vopisco) poderiam ser todos ficcionais, consistindo em pseudônimos de um só autor. Os recentes estudos de consistência de estilo tendem a divergir dessa hipótese, mas ainda são inconclusivos. 